# Enrique Romero
Enrique Fernández Romero (født 23. juni 1971 i Jerez, Spanien) er en tidligere spansk fodboldspiller (venstre back). Han vandt det spanske mesterskab med Deportivo La Coruña i år 2000.

## Klubkarriere
Romeros seniorkarriere startede i 1990 hos CD Logroñes, hvor han også spillede som ungdomsspiller. I 1994 skiftede han til Valencia CF, hvor han var fast inde omkring holdet de følgende tre sæsoner. Efter en sæson hos RCD Mallorca kom han i 1998 til Deportivo La Coruña, hvor han spillede de følgende otte sæsoner.
Tiden hos Deportivo blev særdeles succesfuld for Romero, der som fast venstre back på holdet var med til at vinde både La Liga i år 2000 og pokalturneringen Copa del Rey i 2002. Også i europæisk sammenhæng klarede holdet sig godt i perioden, og nåede blandt andet semifinalen i Champions League 2003-04. I 2006 forlod han klubben efter at have tabt sin plads på holdet, og spillede den sidste sæson af sin karriere hos Real Betis i Sevilla.

## Landshold
Romero spillede gennem karrieren ti kampe for det spanske landshold, som faldt i årene 2000-2004. Han var en del af det spanske trup til VM i 2002 i Sydkorea og Japan. Han spillede tre af spaniernes kampe i turneringen, hvor holdet blev slået ud i kvartfinalen.